# Покровка (Рязанская область)
Покровка — деревня в Рыбновском районе Рязанской области. Входит в Алешинское сельское поселение.

## География
Находится в западной части Рязанской области на расстоянии приблизительно 18 км на запад-юго-запад по прямой от железнодорожного вокзала в городе Рыбное на берегу речки Буровка.

## История
Показана была еще на карте 1850 года как поселение Покровское (Дураково) с 12 дворами. В 1859 году здесь (тогда деревня Бутырки Зарайского уезда Рязанской губернии) было учтено 24 двора, в 1897 (Покровское или Бутырки) — 33. Ныне имеет дачный характер.

## Население
Численность населения: 141 человек (1859 год), 276 (1897), 0 как в 2002 году, так и в 2010.